# Grotte Huchard
Pour les articles homonymes, voir Huchard.
La grotte Huchard, aussi dénommée grotte du Ranc Pointu no 1 ou grotte du Squelette, est une grotte ornée paléolithique des gorges de l'Ardèche qui fait partie d’un petit ensemble de cavité communément désignées sous le nom de cavités du Ranc Pointu. Administrativement parlant, elle se trouve sur la commune de Saint-Martin-d'Ardèche (département de l'Ardèche, région Auvergne-Rhône-Alpes, France). 

## Description
Largement ouverte vers l’extérieur, la grotte Huchard se présente sous la forme d’un large couloir peu profond d’une quinzaine de mètres de développement où la lumière du jour entre amplement.

## Historique des recherches
En 1908, des traits gravés ont été signalés en hauteur, contre la paroi du fond  par le Dr. Paul Raymond.
Les remplissages de la cavité ont anciennement été vidangés lors de son utilisation en tant que grotte-bergerie. De ce fait, les rares sondages qui y ont été menés n'ont livré que peu (ou pas) de vestiges archéologiques.
Depuis 2020, elle fait l'objet de recherches pluridisciplinaires dans le cadre du projet "Datation Grottes Ornées" sous la direction de Julien Monney.

## Protection
La grotte Huchard est inscrite au titre des Monuments Historiques depuis le 17 mars 2017.